# Ridley (fiets)

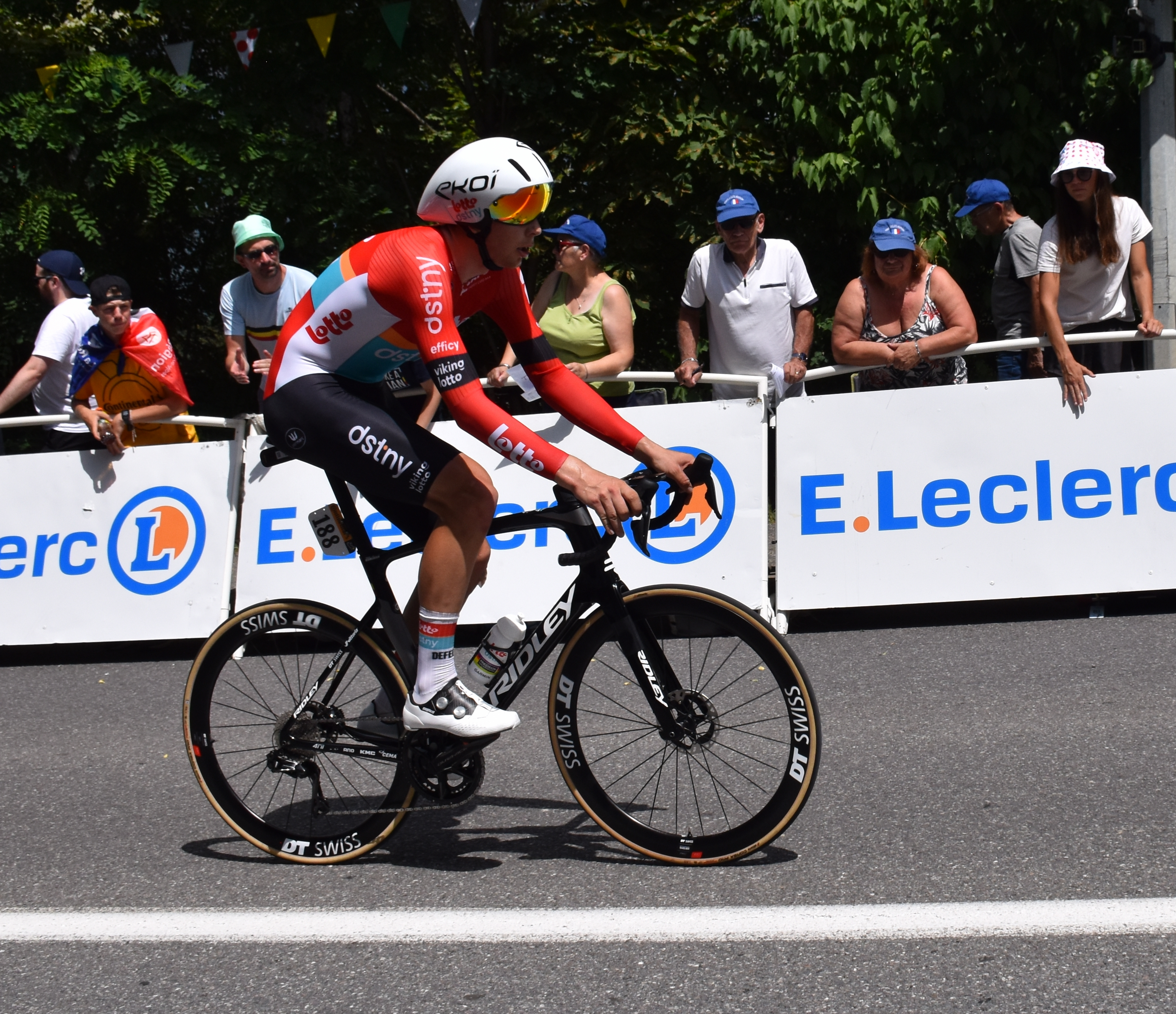
Florian Vermeersch op een Ridley in de Ronde van Frankrijk 2023

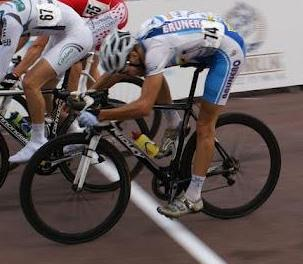
Matteo Draperi op een Ridley (2012)

Ridley (officieel: Race-Productions NV) is een Belgische fabrikant van fietsen en fietsonderdelen. Het bedrijf werd in 1997 opgericht door Jochim Aerts die de onderneming noemde naar de Britse filmregisseur Ridley Scott. Oorspronkelijk was het een bedrijf dat gespecialiseerd was in het lakken van fietsen, maar op den duur heeft men een eigen fietsenlijn op de markt gebracht. Ridley heeft zijn hoofdzetel in Paal-Beringen. Het bedrijf produceerde in 2024, net als in 2023 45.000 fietsen en haalde 60 miljoen euro omzet. Het bedrijf telt 120 werknemers.
Van 2005 tot 2023 was Ridley vaste fietsenleverancier van Lotto Dstny, die na dat seizoen evenwel switchte naar Orbea. Vanaf het seizoen 2025 gaat de fabrikant een tienjarig contract aan met het Noorse wielerteam Uno-X Mobility. “Na de tests kozen ze voor ons, ook al boden andere merken meer centen.”

## Producten
Ridley levert fietsen af in de volgende productcategorieën:
- Racefietsen voor wegwielrennen;
  - Aerofietsen zoals de Noah SL Disc of de Noah Fast;
  - Klimfietsen (Stiffness-To-Weight genoemd) zoals de Helium SLX;
  - Endurance fietsen zoals de Fenix SL Disc;
- Crossfietsen voor veldrijders;
- Mountainbikes;
- Pistefietsen;
- Gravelrijders.

## Samenwerking en sponsoring
Ridley werkt geregeld samen met profteams. De teams rijden op stockframes; deze worden getest onder extreme omstandigheden.
De UCI WorldTour Teams die Ridley reeds sponsorde:
- 2005: Davitamon-Lotto
- 2006: Davitamon-Lotto
- 2007: Predictor-Lotto
- 2008: Silence-Lotto
- 2009: Team Katusha
- 2010: Team Katusha
- 2011: Vacansoleil-DCM
- 2012: Lotto-Belisol
- 2013: Lotto-Belisol
- 2014: Lotto-Belisol
- 2015: Lotto Soudal
- 2016: Lotto Soudal
- 2017: Lotto Soudal
- 2018: Lotto Soudal
- 2019: Lotto Soudal
- 2020: Lotto Soudal
- 2021: Lotto Soudal
- 2022: Lotto Soudal
- 2023: Lotto Dstny
- 2025: Uno-X Mobility

Ook in het veldrijden (cyclocross) is Ridley al lang actief. In de periode tussen 2004 en 2017 kon het merk rekenen op 14 wereldkampioenen bij juniores, beloften- en eliterenners.
- 2004-2005: Fidea
- 2005-2006: Fidea
- 2006-2007: Fidea
- 2007-2008: Fidea / Sunweb–Projob
- 2008-2009: Fidea / Sunweb–Projob
- 2009-2010: Telenet–Fidea / Sunweb–Projob
- 2010-2011: Telenet–Fidea / Sunweb–Revor
- 2011-2012: Telenet–Fidea / Sunweb–Revor
- 2012-2013: Telenet–Fidea / Sunweb–Revor
- 2013-2014: Telenet–Fidea / Sunweb–Napoleon Games
- 2014-2015: Telenet–Fidea / Sunweb–Napoleon Games
- 2015-2016: Telenet–Fidea / Sunweb–Napoleon Games
- 2016-2017: Marlux–Napoleon Games

Sinds 2017 is Ridley tevens sponsor van WM3 Pro Cycling, waar onder andere Marianne Vos en Katarzyna Niewiadoma deel van uitmaken.